# 罗凡山麓施泰因贝格
罗凡山麓施泰因贝格是奥地利蒂罗尔州施瓦茨县的一个市镇。总面积68.6平方公里，总人口297人，人口密度4.3人/平方公里（2005年）。